# El señor Joaquín
El Señor Joaquín es una zarzuela compuesta por Manuel Fernández Caballero y con libreto de Julián Romea. Es una comedia lírica en un acto y fue estrenada en Madrid el 18 de febrero de 1898. Se considera una de las mejores composiciones de Caballero, especialmente su alborada.

## Argumento
Tras el preludio, que anticipa la pauta musical de la obra, se alza el telón. La acción transcurre en Madrid durante la época más calurosa del verano de 1897. 

### Cuadro 1º: la trastienda
En la víspera de la Verbena de San Joaquín, Manuel, el afable empleado del Señor Joaquín, hace cuentas en la trastienda de su negocio de ultramarinos. Junto a él están Vicenta, esposa de Joaquín en segundas nupcias y Trini, hija de este de un matrimonio anterior. Esta coquetea con Manuel hasta que llega el propio Joaquín y le pide una factura, en cuyo reverso descubre una nota amorosa escrita para una mujer que no se nombra. Manuel niega que sea obra suya; el verdadero autor es Chisco, un aprendiz huérfano que el Señor Joaquín ha acogido cariñosamente y que está perdidamente enamorado de Trini. Esta se toma la nota como una broma y abandona la escena. 
- Dúo: Vicenta, yo me muero.

Una vez solos Manuel le declara su amor a Vicenta, quien lo rechaza con delicadeza. Se descubre que ambos estuvieron prometidos tiempo atrás antes de que ella conociera a Joaquín. Este entra en escena y al encontrarlos compartiendo confidencias deduce que Manuel está enamorado de Trini. Manuel, asustado, admite la sospecha de Joaquín y Vicenta abandona la escena nerviosa. Joaquín llama a Trini para comunicarle su descubrimiento y ambos se muestran felices ante la perspectiva de la unión. Joaquín se marcha a atender a un cliente y deja a la pareja. Trini coquetea burlona:
- Mazurka, tango y zapateado: Quien mi cariño pretenda.

Joaquín reaparece y llama a Chisco, quien sube del sótano cargando latas. Cuando este escucha acerca del enlace cae desmayado por las escaleras entre ruido de latas.

### Cuadro 2º: la calle frente a la tienda
Cae la tarde y un coro de vendedores callejeros ofrece sus mercancías. Unos mendigos ciegos se les une.
- Chotis de los ciegos: Pobrecitos desgraciados.
- Copla de los ciegos: Cachirulipón en las coplas que canto.

Los ciegos entonan coplas de burla a las autoridades. Un guardia les hace despejar la calle y este le dice al Señor Joaquín que volverá más tarde para celebrar su santo. Trini está fuera de la tienda y Chisco le entrega una rosa antes de que Joaquín le llame al interior. Aparecen Vicenta y Manuel. Trini, oculta, escucha a Manuel anunciar su decisión de abandonar la tienda, para evitar sufrir más y romper el corazón de Trini. Entra a recoger sus cosas y Trini aparece a consolar a su madrastra. Una banda callejera aparece.
- Polka de la banda.

### Cuadro 3º: la tienda por la noche
Se está celebrando el santo del Señor Joaquín con comida y bebida. Trini aprovecha la alegría para confesar a su padre que no está realmente enamorada de Manuel, sino a Chisco, lo que a Joaquín le cuesta creer. Manuel le informa de que desea despedirse inmediatamente y que su amor por Trini fue un error. Entonces Joaquín comienza a sospechar. Vicenta le explica que abandona el negocio porque es ambicioso y desea otra vida. Joaquín la cree y la abraza para alegría de todos. Trini se ofrece a cantar una alborada que aprendió el año anterior viviendo en Orense.
- Balada y alborada: Noche pura y serena.

Manuel se marcha en silencio mientras Trini canta. Esta, al verle partir, se desmaya en los brazos de su madrastra mientras canta. La zarzuela concluye con los asistentes atribuyendo el desmayo al calor y los nervios.

## Legado

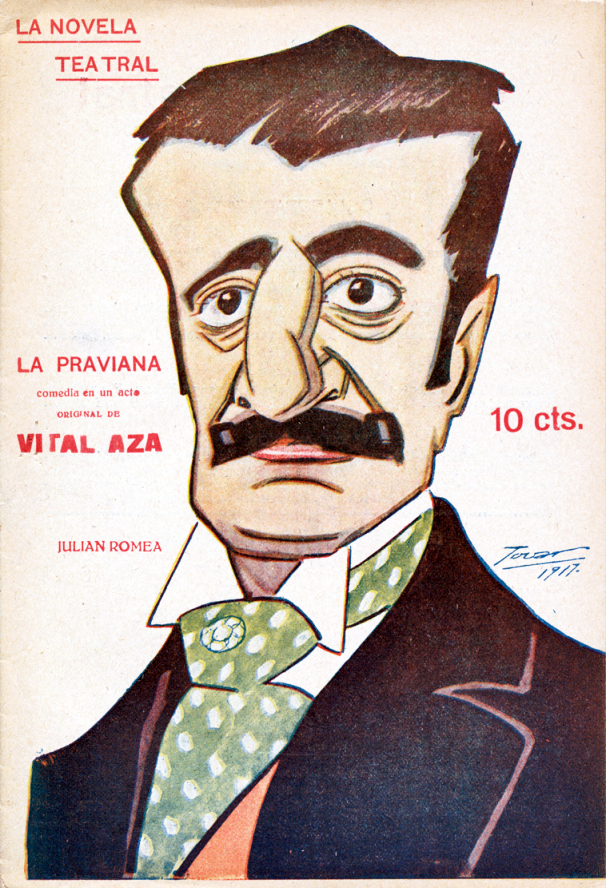
Caricatura de Julián Romea

La obra fue estrenada en el Teatro de la Zarzuela de Madrid en 1898. Julián Romea, el autor de la letra, interpretó al protagonista.
Aunque en la actualidad es muy poco representada, esta zarzuela fue una de las más populares en su día, especialmente su alborada, con matices de alhambrismo, el estilo romántico que recrea los aires populares andaluces. Pablo Sorozábal la homenajeó mencionándola en La del manojo de rosas, cuando el protagonista, también llamado Joaquín, se nombra por vez primera. Tal vez su olvido se deba al tono lánguído, aunque no trágico, de la obra, con un final triste y abrupto.
Las coplas de los ciegos fueron en su época muy populares por su crítica aguda a las autoridades municipales.